# Bettino Ricasoli
Baron Bettino Ricasoli (9. března 1809 Florencie - 23. října 1880 zámek Brolio v Toskánsku) byl italský politik a dvakrát premiér Itálie (1861-1862 a 1866-1867).
Byl přední osobností éry risorgimenta, v roce 1859 zastával post ministra vnitra Toskánska a v roce 1860 premiéra Toskánska jmenovaného králem Viktorem Emanuelem II. Po smrti Camilla Cavoura v červnu 1861 se stal ministerským předsedou Italského království (1862). Znovu byl premiérem Itálie v letech 1866-1867.